# ディファイアンス (オハイオ州)
ディファイアンス（英: Defiance）は、アメリカ合衆国オハイオ州北西部ディファイアンス郡の都市であり、同郡の郡庁所在地である。オハイオ州トレド市の南西約55マイル (89 km) にある。2010年の国勢調査では人口16,494 人だった。

## 歴史
ディファイアンス市には北西インディアン戦争の最中だった1794年8月に、オーグレイズ川とモーミー川の合流点に"マッド"・アンソニー・ウェイン将軍が建設したディファイアンス砦があった。ウェイン将軍は土地を測量させ、スコット将軍に向かって、「私はイギリス人、インディアンおよび地獄の悪魔全てがそれを奪うことを否定する」と宣言した。この地域がフォートディファイアンスになった。ディファイアンスは「挑戦的な態度」を意味する。今日、川の合流点を見下ろすモーミー川沿いの市立図書館外にある1組の大砲がディファイアンス砦のあった場所を示しており砦の壁の概形を示すマウンドがある。市はディファイアンス砦から名付けられた。
ディファイアンス砦からアメリカ軍がモーミー川に沿って北東に移動し、現在のモーミーの町近くで起きたフォールン・ティンバーズの戦いでインディアンに対して決定的な勝利を収めた。この勝利でアメリカ合衆国が北西部領土を確保できることになり、その領土が現在のオハイオ州、ミシガン州、インディアナ州、イリノイ州、ウィスコンシン州になっている。
米英戦争の時（1812年から1815年）には同じ場所にウィンチェスター砦が建設されたがオーグレイズ川に沿って幾らか南に広がった大きな砦だった。側道にある歴史銘板がウィンチェスター砦の最大広さを示している。

## 地理
ディファイアンス市は北緯41度16分55秒 西経84度21分46秒 / 北緯41.28194度 西経84.36278度 (41.281891, -84.362856)に位置している。
アメリカ合衆国国勢調査局に拠れば、市域全面積は12.13平方マイル (31.42 km2)であり、このうち陸地11.62平方マイル (30.10 km2)、水域は0.51平方マイル (1.32 km2)で水域率は4.20%である。

### 気候
中西部機構センターに拠れば、ディファイアンスの1月の平均気温は最高が31.2 °F (−0.4 °C)、最低が17.1 °F (−8.3 °C) である。7月の平均気温は最高が84.2 (29.0 °C)、最低が63.3 (17.4 °C) である。気温が90 °F (32 °C) を超える日が年間平均16.4日あり、氷点を下回る日が年間平均138.8日ある。過去最高気温は2012年6月28日に記録された107 °F (42 °C) である。過去最低気温は1912年1月13日に観測された-26 (−32 °C) だった。
年間平均降水量は35.60インチ (904 mm) であり、計測可能な雨が降るのは年間129.0日ある。過去最も雨が多かったのは1990年の48.63インチ(1235 mm) 、最も少なかったのは1930年の19.67インチ (500 mm). だった。通常の年は7月が最も雨が多く、平均3.89インチ (99 mm)、2月が最も少なく、平均1.84インチ (47 mm) である。月間降水量が最も多かったのは1981年6月の12.00インチ(305 mm)、24時間雨量で最も多かったのは1907年9月18日の4.63インチ (118 mm)だった。
降雪量は年間平均21.8インチ (55 cm) ある。計測可能な降雪がある日は平均16.5日である。1シーズンで最も多かったのは1977年から1978年の56.0インチ (142 cm) であり、この1978年1月は月間降雪量26.0インチ (66 cm) で最も多かった。24時間降雪量で最も多かったのは1973年12月20日の12.0インチ (30 cm) だった。

## 人口動態

### 2010年国勢調査
以下は2010年国勢調査による人口統計データである。
| 基礎データ - 人口: 16,494 人 - 世帯数: 6,663 世帯 - 家族数: 4,291 家族 - 人口密度: 548.0人/km2（1,419.4人/mi2） - 住居数: 7,435 軒 - 住居密度: 247.0軒/km2（639.8軒/mi2） 人種別人口構成 - 白人: 88.1% - アフリカン・アメリカン: 3.6% - ネイティブ・アメリカン: 0.3% - アジア人: 0.4% - その他の人種: 4.8% - 混血: 2.8% - ヒスパニック・ラテン系: 14.4% | 年齢別人口構成 - 18歳未満: 24.1% - 18-24歳: 10.9% - 25-44歳: 23.7% - 45-64歳: 26% - 65歳以上: 15.3% - 年齢の中央値: 37歳 - 性比（女性100人あたり男性の人口） - 総人口: 93.4 世帯と家族（対世帯数） - 18歳未満の子供がいる: 31.4% - 結婚・同居している夫婦: 45.3% - 未婚・離婚・死別女性が世帯主: 13.9% - 非家族世帯: 35.6% - 単身世帯: 29.4% - 65歳以上の老人1人暮らし: 11.5% - 平均構成人数 - 世帯: 2.38人 - 家族: 2.91人 |

### 2000年国勢調査
以下は2000年国勢調査による人口統計データである。
| 基礎データ - 人口: 16,465 人 - 世帯数: 6,572 世帯 - 家族数: 4,422 家族 - 人口密度: 603.1人/km2（1,562.4 人/mi2） - 住居数: 7,061 軒 - 住居密度: 258.7軒/km2（670.0 軒/mi2） 人種別人口構成 - 白人: 87.15% - アフリカン・アメリカン: 3.44% - ネイティブ・アメリカン: 0.32% - アジア人: 0.39% - 太平洋諸島系: 0.05% - その他の人種: 6.50% - 混血: 2.15% - ヒスパニック・ラテン系: 12.75% | 年齢別人口構成 - 18歳未満: 25.7% - 18-24歳: 11.1% - 25-44歳: 26.8% - 45-64歳: 22.9% - 65歳以上: 13.6% - 年齢の中央値: 35歳 - 性比（女性100人あたり男性の人口） - 総人口: 94.1 - 18歳以上: 90.1 世帯と家族（対世帯数） - 18歳未満の子供がいる: 33.0% - 結婚・同居している夫婦: 50.2% - 未婚・離婚・死別女性が世帯主: 12.6% - 非家族世帯: 32.7% - 単身世帯: 27.6% - 65歳以上の老人1人暮らし: 10.3% - 平均構成人数 - 世帯: 2.43人 - 家族: 2.95人 | 収入と家計 - 収入の中央値 - 世帯: 41,670米ドル - 家族: 49,599米ドル - 性別 - 男性: 37,322米ドル - 女性: 23,938米ドル - 人口1人あたり収入: 19,790米ドル - 貧困線以下 - 対人口: 8.8% - 対家族数: 7.4% - 18歳未満: 12.0% - 65歳以上: 7.1% |

## 経済
ディファイアンスの経済は様々な製品の製造業に基づいている。市内最大の雇用主はゼネラルモーターズのパワートレイン（駆動部）事業部である。北アメリカで最大級の自動車用鉄鋳物工場がある。ゼネラルモーターズが2009年6月1日にチャプター11の破産を申請した後、ディファイアンスの施設は操業を続けると宣言し、工場が閉鎖した場合のような苦境は免れている。
その他の製造業ではガラス繊維（ジョンズ・マンビル）、自動車部品、農産加工物がある。

## 教育
ディファイアンス市教育学区が幼稚園から12年生までの公共教育を担当している。地元ルーテル教会やカトリック教会が維持する学校も就学前から8年生の教育を行っている。ノースイースタン・ローカル・スクールズ（ティノラ）とエアーズビル・ローカル・スクールズもデファイアンスの田園部を担当しているが、どちらも小さな学区である。
ディファイアンス地域には、市内にあるディファイアンス高校、市内から数マイルの距離にありディファイアンス郡田園部を担当するティノラ高校（ノースイースタン・ローカル・スクールズ内）とエアーズビル高校の3高校がある。
ディファイアンス・カレッジは小さな教養系カレッジであり、キリスト連合教会の系列である。学生数は約1,000人である。このカレッジがあることで、類似した大きさの町に掛けているようなスポーツ、文化、娯楽の行事が開催されている。

## 公園とレクリエーション
ディファイアンス市には幾つか市民公園があり、野球やソフトボール場、キングスベリーやディールパークのような遊戯設備など、様々なレクリエーション活動を提供している。キングスベリーには公共の水泳プールがある。
インディペンデンス・ダム州立公園が市の4マイル (6 km) 西にあり、モーミー川沿いの州道424号線傍にある。地域住民に人気あるレクリエーションの場である。この公園にはピクニック施設、自然の道、釣り場がある。貯水池はその上にあるトラックにそってウォーキングに使え、またフリスビーゴルフのコースもある。反対側には犬を放し飼いできるドッグパークがある。

## 著名な出身者
- チャド・ビリングズリー、メジャーリーグベースボール選手、ロサンゼルス・ドジャーズ
- サム・ホーニッシュ・ジュニア、レースドライバー、インディ500優勝、NASCARスプリントカップ・シリーズにペンスキー・レーシングチームで出場
- ジョン・ニース、メジャーリーグベースボール選手、ニューヨーク・メッツ

## 大衆文化の中で
- ABCのテレビドラマ『スキャンダル 託された秘密』シーズン2では、オハイオ州ディファイアンスの投票がフィッツジェラルド・グラント大統領有利に偽装される。
- テリー・ライアンが書いた本の翻案である2005年の映画『ディファイアンスの受賞者』にはジュリアン・ムーアとウディ・ハレルソンが出演した